# Huaso
Huaso (1933 – 24. srpna 1961) byl kůň, který vytvořil světový rekord ve skoku do výšky. Narodil se v Chile jako kaštanově zbarvený hřebec anglického plnokrevníka, jeho rodiči byli Henry Lee a Tremula. Původně se jmenoval Faithful, pro neklidnou povahu se neprosadil jako dostihový kůň ani v pólu. Poté ho zakoupila chilská armáda, napřed na něm jezdil kapitán Gaspar Lueje, který ho učil drezúře, později se jeho majitelem stal Alberto Larraguibel z města Quillota, který mu dal jméno Huaso a objevil jeho skokanské schopnosti. Na soutěži ve Viña del Mar, která se konala 5. února 1949, Huaso s Larraguibelem překonali laťku ve výšce 247 centimetrů, což je více než 70 let nepřekonaný rekord. Roku 2007 byla ve Viña del Mar odhalena socha znázorňující rekordní skok, Luis Alberto Tamayo vydal životopisnou knihu Caballo Loco campeón del mundo.

## Galerie

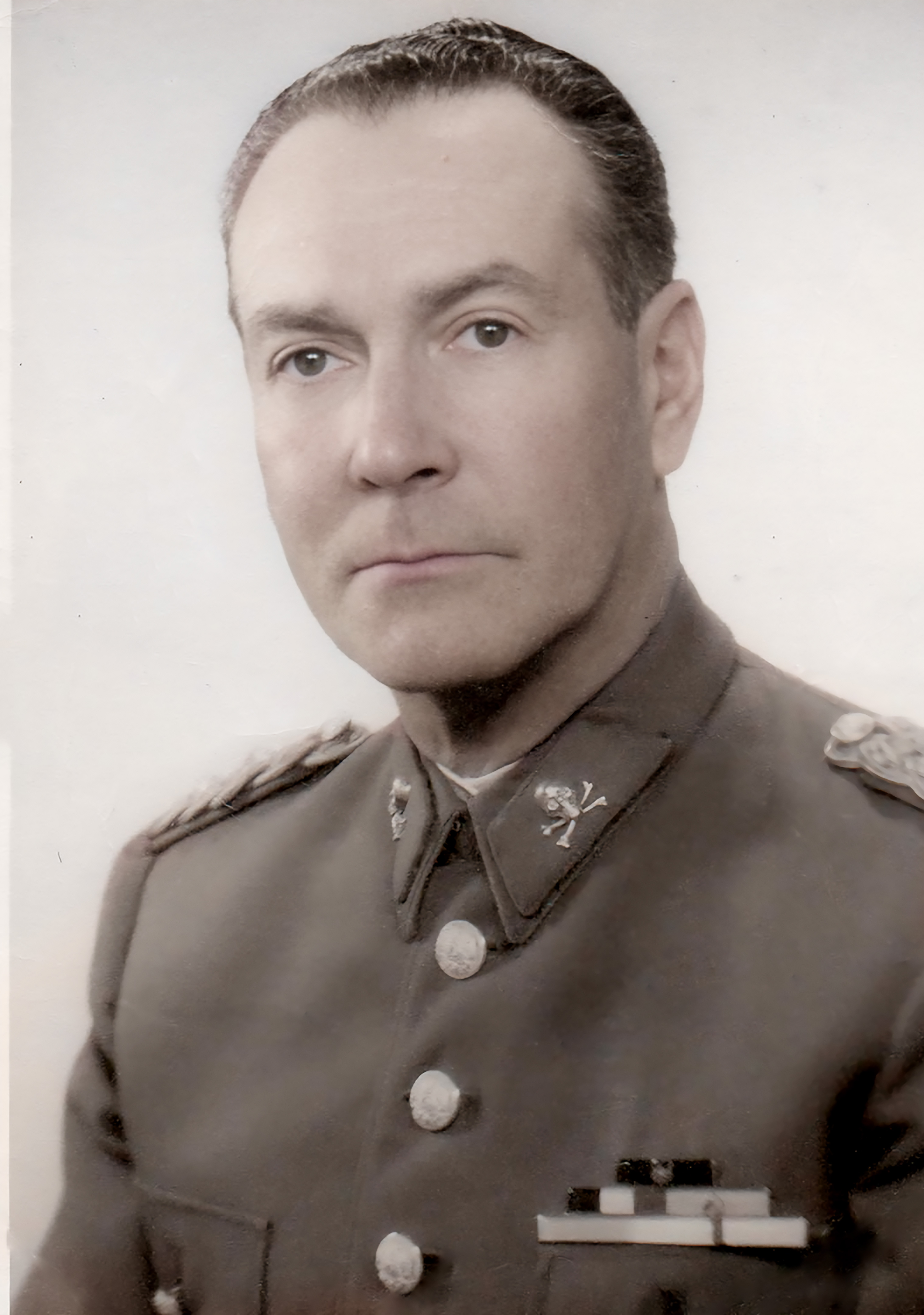
Alberto Larraguibel
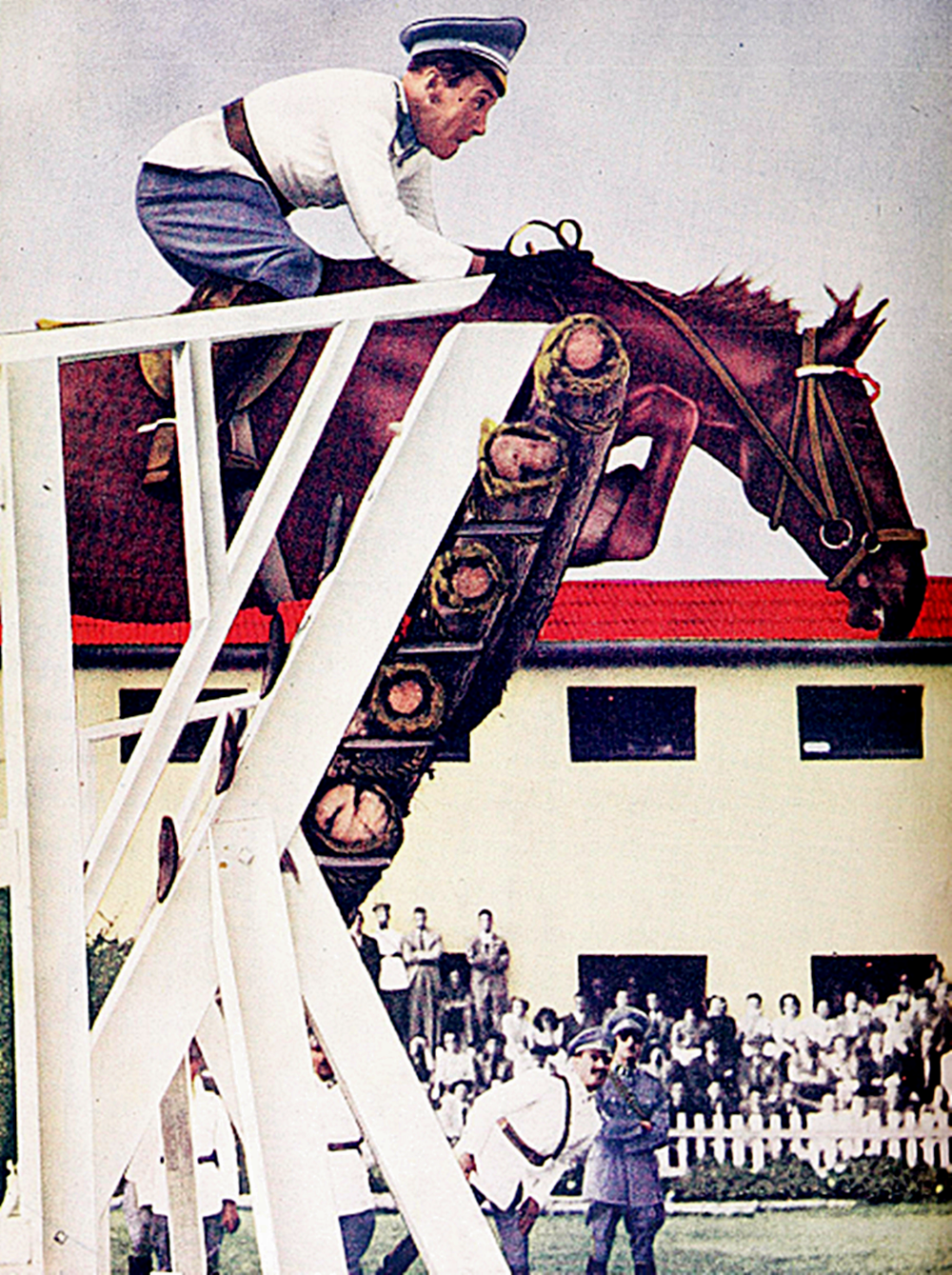
Huaso při ustanovení rekordu v roce 1949
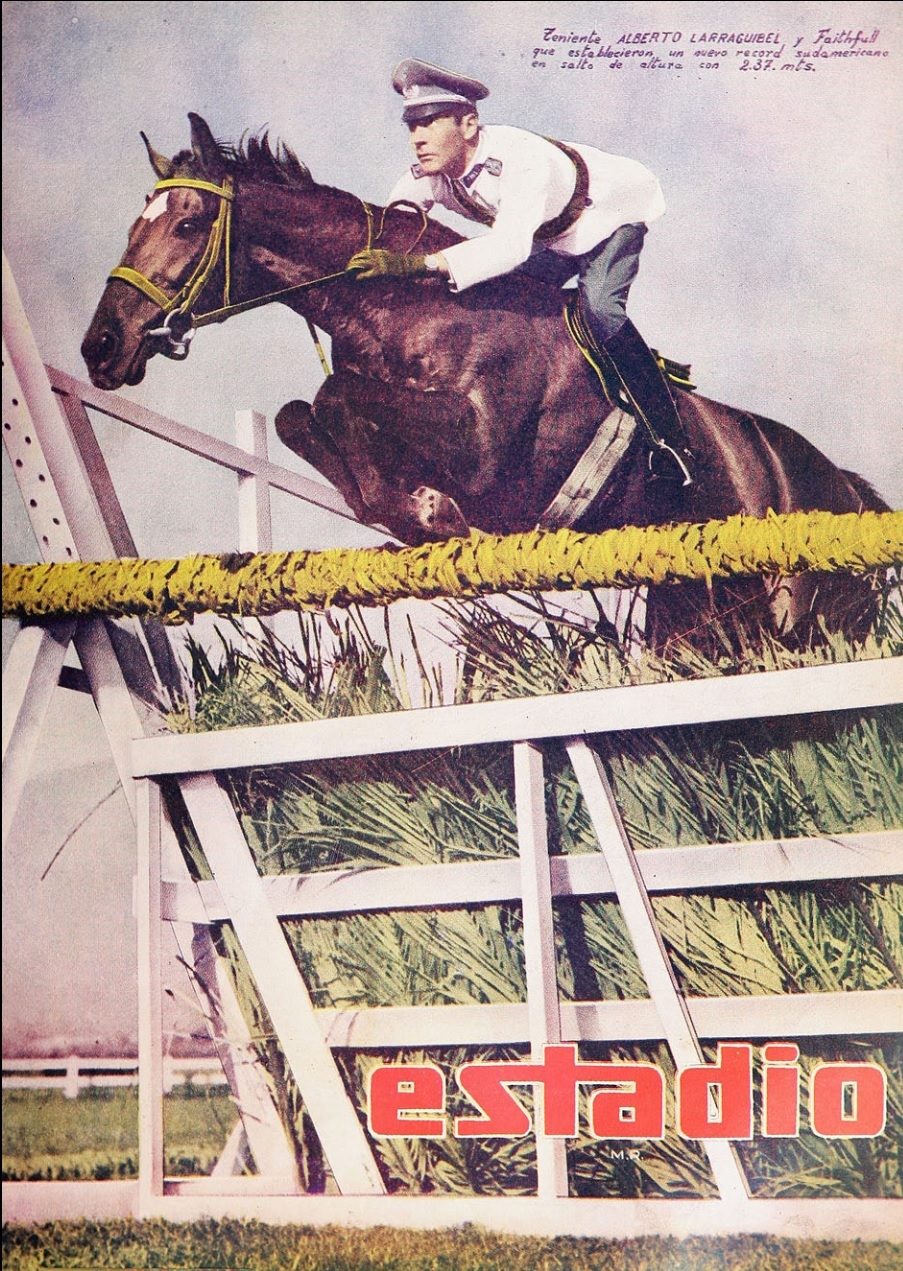
Huaso (tehdy ještě Faithful) při jednom z dřívějších skoků
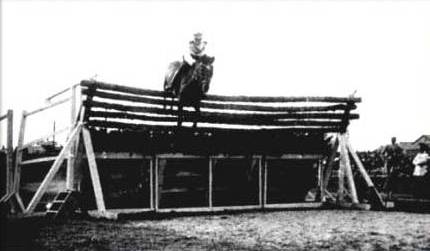
Celkový pohled na překážku při ustanovení rekordu
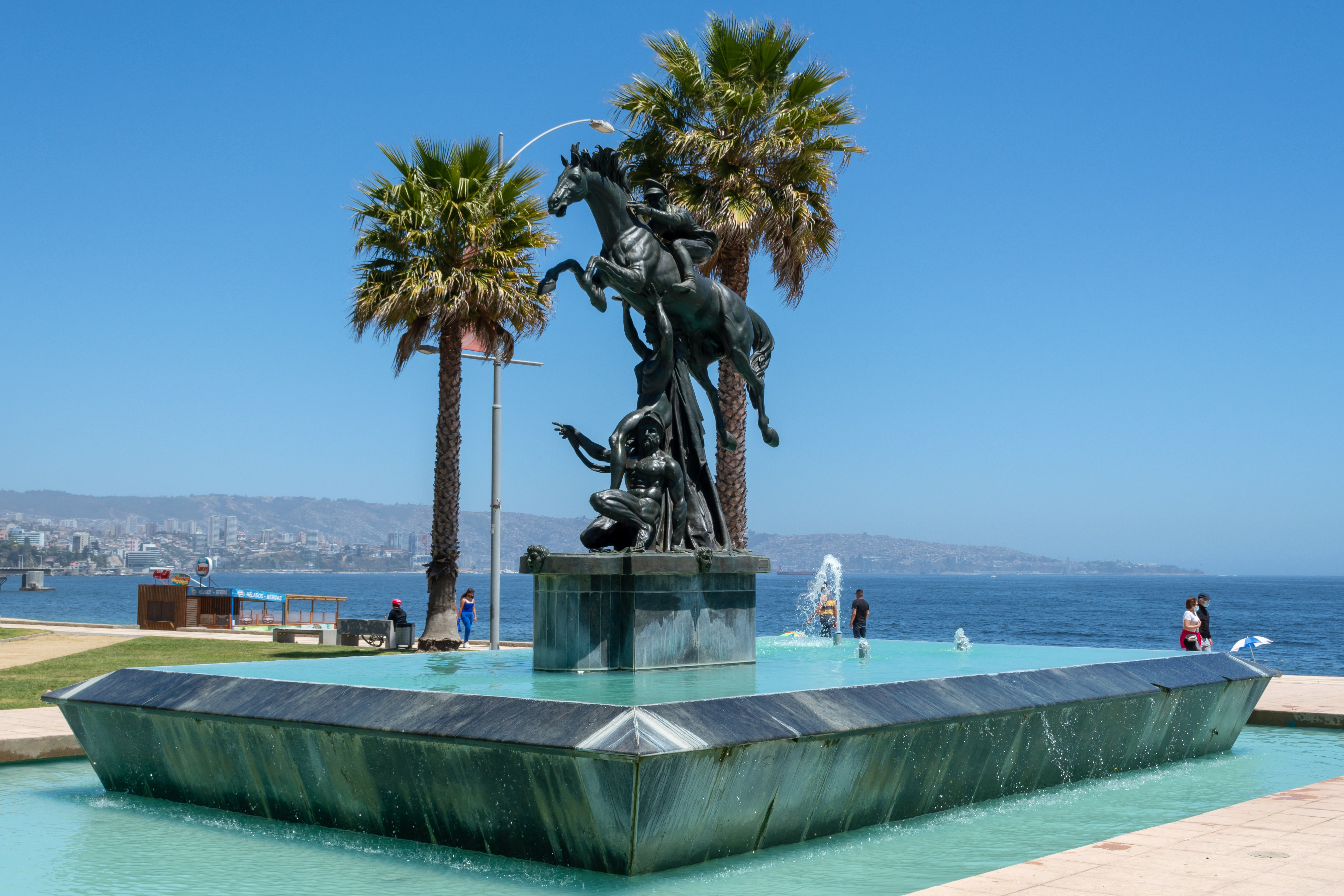
Památník ve Viña del Mar
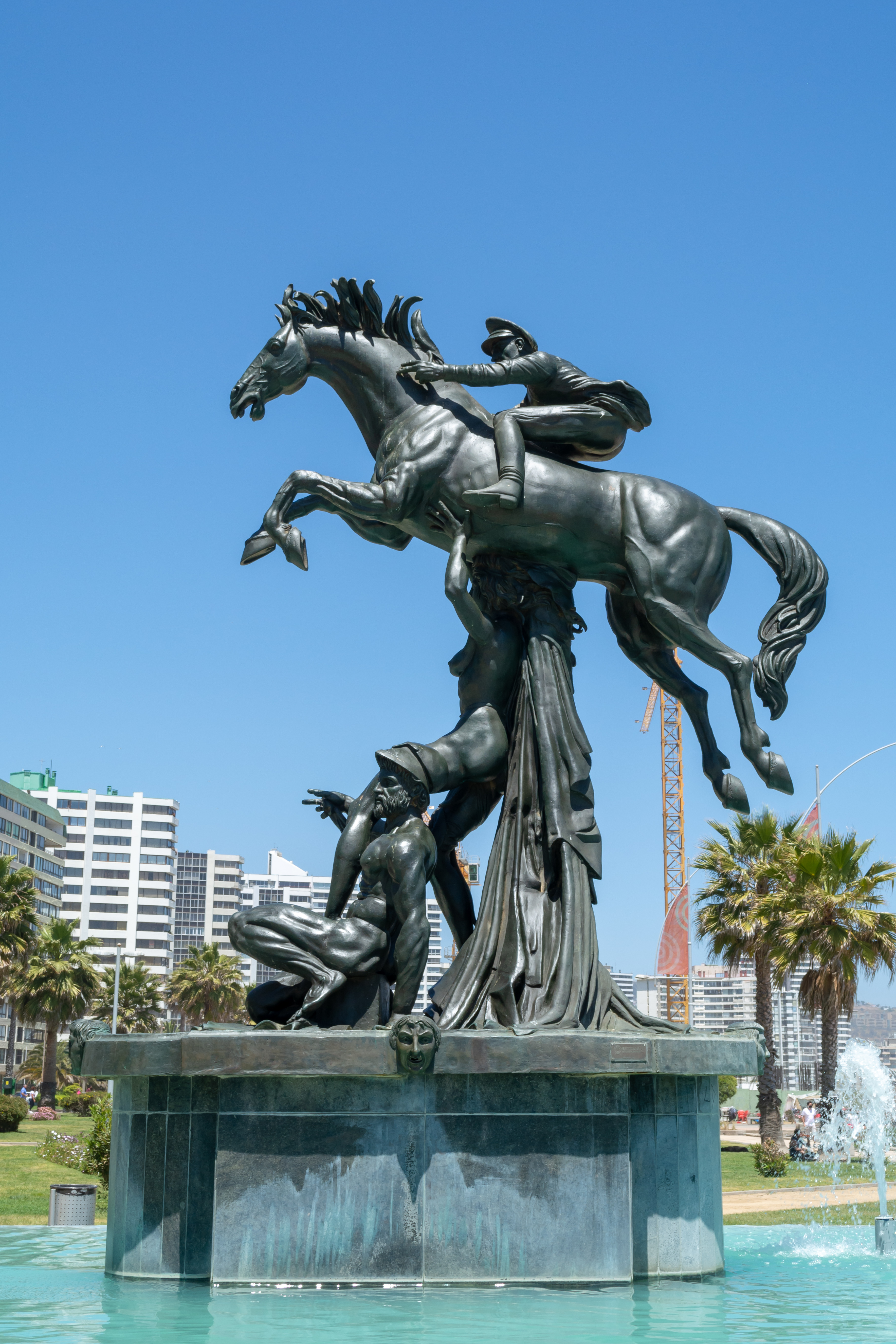
Detail sochy na památníku
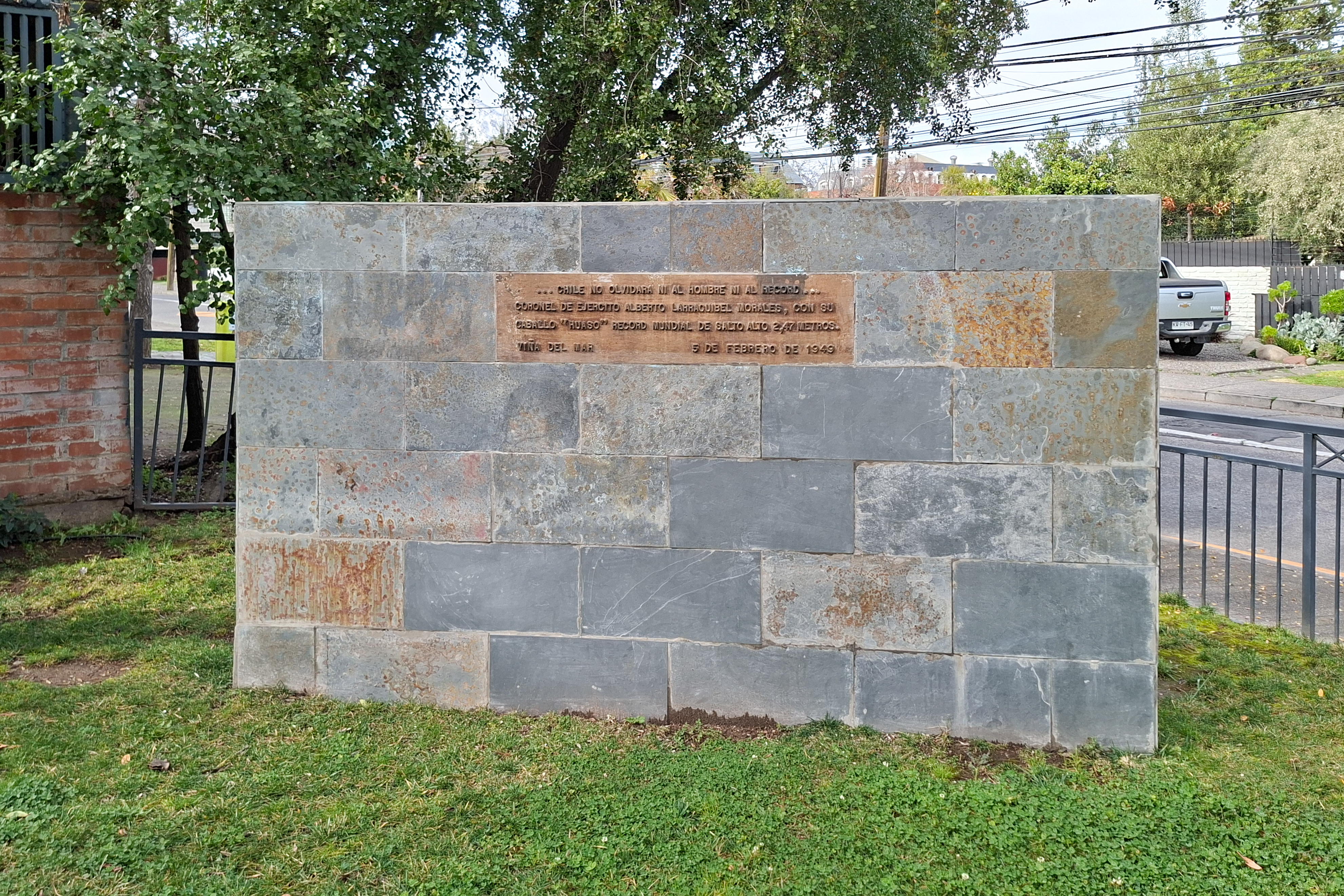
Pamětní deska v Santiago de Chile připomínající rekordní skok